# Valaques de la Serbie démocratique
Les Valaques de la Serbie démocratique (en serbe : Власи демократске Србије et Vlasi demokratske Srbije ; en valaque : Vlahii Sîrbiei democratice), en abrégé VDS, est un parti politique serbe. Il a été créé en 2006 et est dirigé par Siniša Davidović. Il a son siège à Kučevo.
Le parti des Valaques de la Serbie démocratique s'est donné comme mission de défendre les intérêts de la minorité valaque du pays.
Au premier tour de l'élection présidentielle serbe de 2008, le parti a soutenu le candidat du Parti radical serbe, Tomislav Nikolić, dès le premier tour. En revanche, aux élections législatives serbes anticipées du 11 mai 2008, il a participé à la coalition des Valaques unis de Serbie, dirigée par Predrag Balašević, le président du Parti démocratique valaque de Serbie. C'était la première fois que les Valaques de Serbie participaient à une élection nationale.